# Michel Mouskhély
Michel Mouskhély, nato Mikheil Muskhelishvili (in georgiano მიხეილ მუსხელიშვილი?; Tiflis, 8 luglio 1903 – Valle d'Aosta, 11 luglio 1964), è stato un politologo georgiano naturalizzato francese.
Durante la sua vita è stato anche cittadino dell'Impero russo e apolide.
Emigrò dalla Georgia nel 1921 in seguito all'invasione bolscevica e studiò a Gottinga, Monaco di Baviera, Lione e Parigi.

## Opere
- Confederation or Federation, 1952.
- Revue française de science politique, 1961, volume 11, numero 4.
- Le gouvernement de L'URSS, Presses universitaires de France, 1961, ISBN 978-2130407966.
- L'URSS au seuil du communisme, travaux du centre de recherches sur l'URSS et les Pays de l'Est, Éditions Dalloz, 1962.
- Structures Fédérales, Presses d'Europe, Troyes, 1964.
- Confédération et Fédération. L'antithèse, Éditions fédérop.